# Ichthys

IXΘΥΣ: Iota I: Ἰησοῦς Iēsûs (‘Jesús’), Ji X: Χριστὸς Khrìstos (‘Ungido’), Theta Θ: Θεοῦ Theû (‘de Dios’), Ípsilon Υ: Υἱὸς Hyiós (‘Hijo’), Sigma Σ: Σωτήρ Sotḗr (‘Salvador’)

El ichthys (del griego ἰχθύς ikhthýs ‘pez’, pronunciación en koiné /ikʰ'tʰys̪/, griego moderno /ix'θis̪/) es un símbolo que consiste en dos arcos que se intersecan de forma que parece el perfil de un pez a modo de una vesica piscis o mandorla horizontal, y que fue empleado por los primeros cristianos como un símbolo secreto.
El acrónimo significa Ἰησοῦς Χριστὸς Θεοῦ Υἱὸς Σωτήρ (Iēsûs Khrístos Theû Hyiós Sotḗr), ‘Jesucristo Hijo de Dios Salvador’.

## Orígenes y simbolismo

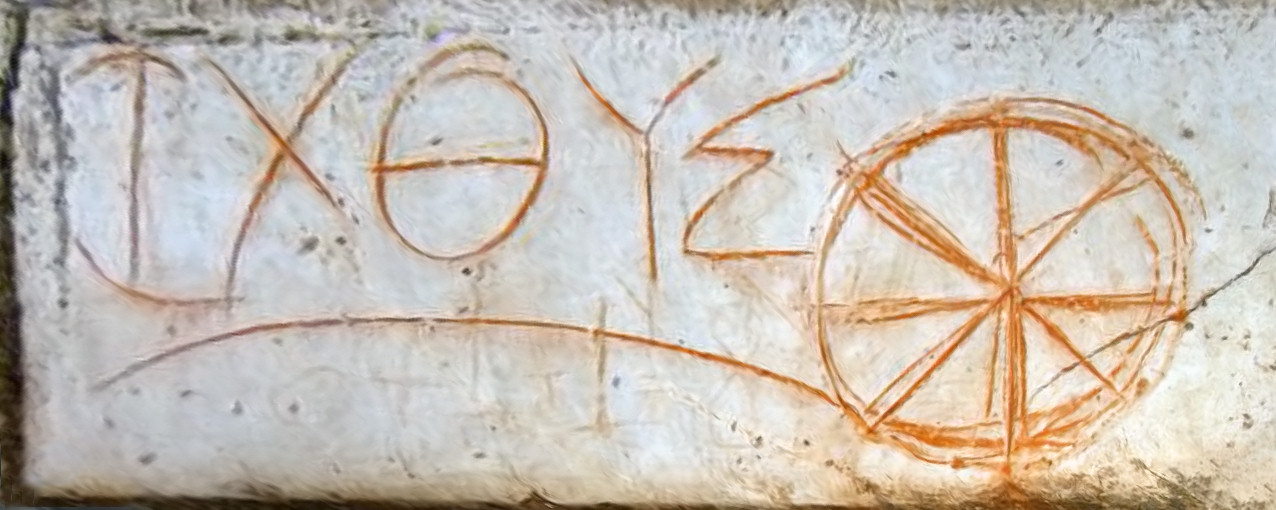
Uno de los primeros símbolos circulares de Ichthys, creado combinando las letras griegas ΙΧΘΥΣ, Éfeso.

El pez es un símbolo recurrente en el Nuevo Testamento al igual que el pescador: multiplicación de los panes y los peces, la pesca milagrosa, el estatero en la boca de un pescado, el pescado a la parrilla comido por Jesús después de su  resurrección.
Las primeras apariciones de la ictis en el arte cristiano y la literatura datan del siglo II. El uso del símbolo entre los cristianos se había popularizado a finales del siglo II, y su uso se extendió ampliamente en los siglos III y IV.
En historia cristiana temprana, el símbolo ictis tenía "el significado más sagrado". Se ha afirmado que los cristianos lo utilizaban para reconocer iglesias y a otros creyentes durante una época en la que se enfrentaban a persecución en el Imperio Romano,
El uso del ichtus como símbolo secreto pudo haber sido el siguiente: una persona dibujaba unas líneas rectas y curvas en la arena de forma aparentemente aleatoria, de las que una de ellas era un arco circular (medio ichtus). Si otra persona dibujaba más líneas en el suelo y completaba la figura, los dos sabrían que ambos eran cristianos. Antes del Edicto de Milán, los cristianos no podían revelar abiertamente su fe, ya que corrían el peligro de ser perseguidos o ejecutados.
Puede haberse establecido un vínculo entre Jesús y el pez a partir del baño en el baptisterio (piscina para bautismos, o ‘lugar para sumergir’) y la parábola de los pescadores de hombres que refería a los apóstoles. Igualmente, se designaba a los recién convertidos como pisciculi (‘pececillos’), y el pez se convirtió, junto con el pan, en símbolo de la eucaristía.

### Significado simbólico
ἸΧΘΥΣ (IKhThUS), o también ἸΧΘΥϹ con una sigma lunada, es un acrónimo o acróstico para "Ἰησοῦς Χρῑστός Θεοῦ Υἱός Σωτήρ", Iēsoûs Khrīstós, Theoû Huiós, Sōtḗr; Koiné contemporánea, que se traduce al español como 'Jesucristo, Hijo de Dios, Salvador'.
- Iota (i), Iēsoûs] (Ἰησοῦς), "Jesús".
- Chi (ch), Khrīstós' (Χρῑστός), "ungido"

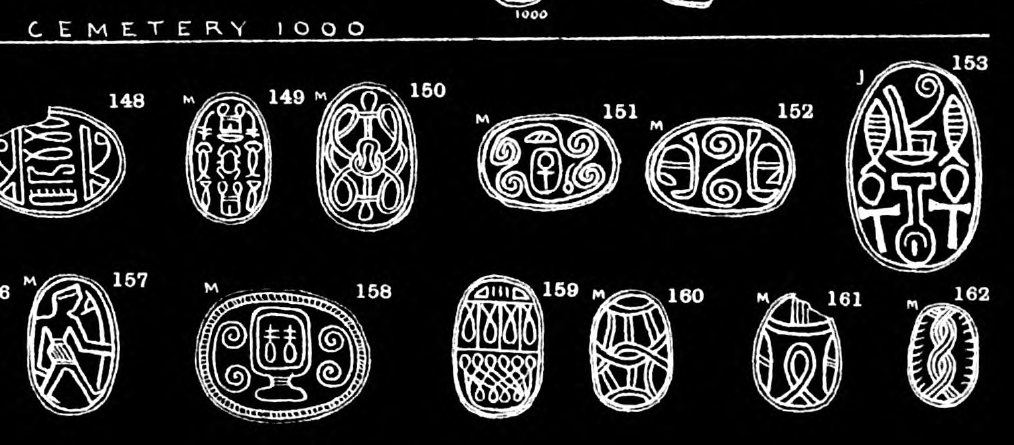
Pez parecido al Ichthys

- Theta (th), Theoû (Θεοῦ), "de Dios", el genitivo singular de Θεóς, Theós, "Dios"
- Ypsilon (y o u), (h)uiós[9] (Yἱός), "Hijo"
- Sigma (s), sōtḗr (Σωτήρ), "Salvador".

Agustín cita un antiguo texto de los oráculos sibilinos cuyos versos son un acróstico de la frase generadora.

La rueda de ocho radios.

 Una adaptación del siglo IV de ichthys superpone las letras griegas ἸΧΘΥϹ unas sobre otras para dar una forma parecida a una rueda de ocho radios. Aunque esta forma se ha interpretado a menudo como tal, también se ha propuesto que el símbolo redondo representa una barra de pan. 

## En los Evangelios
Los peces se mencionan y se les da un significado simbólico varias veces en los Evangelios. Varios de los 12 Apóstoles de Jesús eran pescadores. Él los comisiona con las palabras Os haré pescadores de hombres (Marcos 1: 16-18).
Habiendo resucitado, a Jesús le dieron peces a la parrilla en Lucas 24:41-43.
En la alimentación de los cinco mil, un niño es llevado a Jesús con "cinco panes pequeños y dos peces". Se le pregunta: "¿Pero qué son, entre tantos?". Jesús multiplica los panes y los peces para alimentar a la multitud. 
En Mateo 13:47-50, la Parábola de la red barredera, Jesús compara a los ángeles que separan a los justos de los malvados en el fin de este mundo con los pescadores que clasifican su pesca, quedándose con los peces buenos y tirando los malos.
En Juan 21:11, se relata que los discípulos pescaron toda la noche pero no sacaron nada. Jesús les indicó que echaran las redes al otro lado de la barca, y sacaron 153 peces. Cuando regresan a la orilla con su pesca, Jesús los está esperando y les ha cocinado un poco de pescado para comer. 
En Mateo 17:24-27, al preguntársele si su Maestro paga el impuesto del templo (o de dos dracmas), Simón Pedro responde que sí. Cristo le dice a Pedro que vaya al agua y eche un sedal, diciendo que en la boca del pez se encontrará una moneda suficiente para los dos. Pedro lo hace y encuentra la moneda.
El pez también es utilizado por Jesús para describir "el Signo de Jonás". (Mateo 12:38-45) Esto simboliza la resurrección de Jesús, en la que se basa toda la fe cristiana. (1 Corintios 15:1-58)

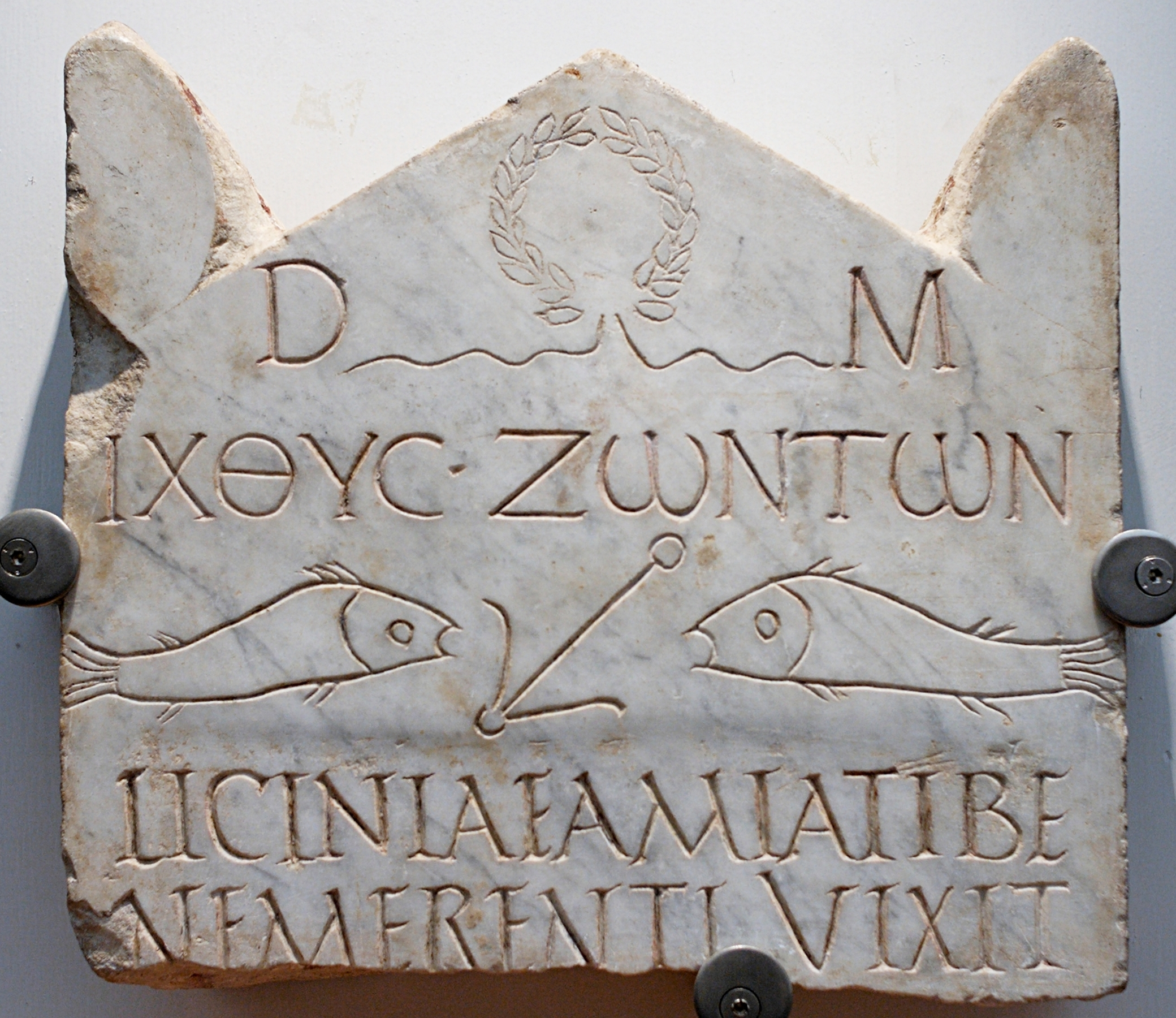
Estela funeraria con la inscripción ΙΧΘΥϹ ΖΩΝΤΩΝ ("pez de los vivos"), [[Período preniceno
|principios del siglo III]], Museo Nacional Romano

## En el Libro de Tobías
En el libro Deuterocanónico Libro de Tobías, por orden de Rafael Arcángel, el joven, primo y futuro esposo de Sara, captura un pez mientras intenta tragarse sus pies, lavándose en el río Tigris. Entonces se le indica cómo ofrecerlo, para ser salvado del demonio Asmodeo.

## Iglesia primitiva
Según la tradición, los antiguos cristianos, durante su persecución por el Imperio Romano en los primeros siglos después de Cristo, utilizaban el símbolo del pez para marcar los lugares de reunión y las tumbas, o para distinguir a los amigos de los enemigos:

Según una antigua historia, cuando un cristiano se encontraba con un desconocido en el camino, a veces dibujaba en la tierra un arco de la sencilla silueta del pez. Si el desconocido dibujaba el otro arco, ambos creyentes sabían que estaban en buena compañía. El uso actual del pez en pegatinas y tarjetas de visita se remonta a esta práctica.
Christianity Today, Elesha Coffman, "Ask The Expert"

Existen otras hipótesis sobre la elección del pez. Algunas fuentes indican que las primeras referencias literarias proceden de la recomendación de Clemente de Alejandría a sus lectores (Paedagogus, III, xi) de grabar sus sellos con la paloma o el pez. Sin embargo, de fuentes monumentales romanas como la Cappella Greca y las Capillas Sacramentales de la catacumba de San Calixto se deduce que el símbolo del pez era conocido por los cristianos mucho antes.[cita requerida]

## En la cultura popular

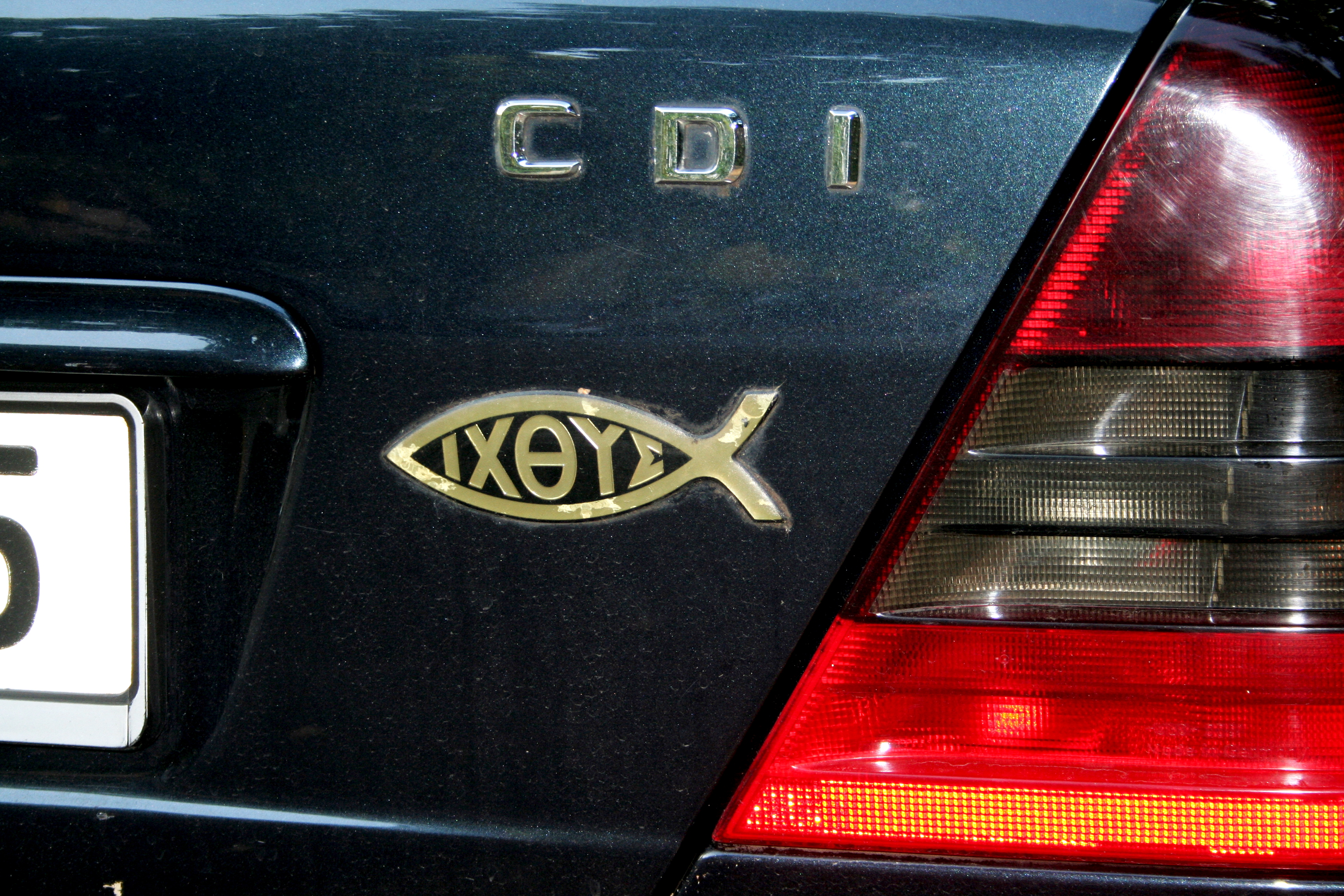
Un símbolo del pez ΙΧΘΥΣ ("ichthys") en un coche

En la década de 1970, el "pez Jesús" comenzó a utilizarse como icono del cristianismo moderno. En 1973 el símbolo y el mensaje fueron llevados al Festival Aquarius Rock en Nimbin, Australia. En la actualidad, puede verse como calcomanía o emblema en la parte trasera de los automóviles o como colgantes o collares como señal de que el propietario es cristiano. Las versiones de esto incluyen un Ichthys con "Jesús" o "ΙΧΘΥΣ" en el centro, o simplemente el contorno de Ichthys por sí mismo. Según un escritor, mientras que muchos cristianos cuelgan un collar de cruces o un rosario dentro de sus vehículos, "la pegatina del pez en el coche es un símbolo más consciente de un testimonio cristiano; significativamente, a diferencia del anterior, está en el exterior del coche para que todo el mundo lo vea"." Erróneamente, suele ser leído o transliterado como "IXOYE", por la similitud visual de las letras griegas Θ y Σ con la O y la E latinas, y que, sin embargo, suenan muy diferente.
El Ichthus Festival es un gran festival anual de música cristiana al aire libre que se celebra a mediados de junio en Wilmore (Kentucky). Es el festival de música cristiana más antiguo del Estados Unidos, que comenzó en 1970.